# Dodoši
 Ovo je glavno značenje pojma Dodoši. Za naselje u općini Cetinje, Crna Gora pogledajte Dodoši (Cetinje, Crna Gora).
Dodoši su mjesto u Sisačko-moslavačkoj županiji, administrativno u sastavu grada Petrinje, smješteno južno od grada.
Prvi pisani trag o postojanju sela Dodoši nalazi se na Austrougarskim kartama banijske vojne granice iz 1773. godine, kuće (ucrtano 12 krovova) su se nalazile na brežuljcima odmaknute od ceste (vjerojatno radi lakše zaštite) zbog čega su i danas zadržani nazivi voćnjaka i proplanaka kao Kućište, Baščina i slično. Na Austrougarskoj karti iz 1773. godine posebno je označen i Ivanić potok (Ivanich Bach) koji se ulijeva u rijeku Petrinjičicu (Petrinija Fl.), a vidljiv je i potok Rakita (Rakita Bach), kao i crkva i groblje Sveti Lazar (St. Lazarus).
U podacima HAZU (ranije JAZU), Zagreb, Izdanje 1979. godine str. 538, prvi statistički podaci o selu Dodoši kao samostalnom selu nalaze se iz 1890. godine, međutim i nakon tog vremena sve do 1950-tih Dodoši se češće navode kao zaselak mjesta Veliki Šušnjar.
U tijeku 1949. godine u mjestu Dodoši otvoren je rudnik mrkog ugljena na lokaciji Tadić brdo i to za potrebe Željezare Sisak.
Rudnik je zaposlio priličan broj mještana, te aktivno radio sve do 1968. godine kada je zatvoren.
Elektrifikacija u mjestu Dodošima je provedena 1961. godine, svako kućanstvo je dobilo električnu energiju, a zasluge za ovo postignuće osim HEP-a Sisak u velike su imali mještani koji su organizirano izveli pripremne radove, čiščenje terena, iskop rupa i nabavu drvenih stupova čime je koordinirao organizacijski odbor kojim je rukovodio Ilija Ivanić.

## Stanovništvo
Popis stanovništva iz 1910. godine ističe brojku od 512 stanovnika sela Dodoši i to 259 muškaraca i 253 žene, a poznati su i detalji o vjeroispovjesti stanovnika, pa je tako bilo 133 katolika, 371 pravoslavnih, te 8 židova.
Iz istog popisa, dakle za 1910. godinu proizlazi da su stanovnici sela Dodoši govorili većinom hrvatskim, njih čak 481, a poznavali su još i slovenski jezik (13), slovački (1), njemački (2), te češki (2).
U selu je bilo 264 (79 muškaraca i 185 žena) nepismenih (koji nisu znali niti čitati, niti pisati), 159 (118 muškaraca i 41 žena) stanovnika je bilo potpuno pismeno (čita i piše).
Najveći broj stanovnika selo Dodoši imalo je 1931. godine i to 574 stanovnika ovo prema publikaciji Zemaljskog statističkog ureda u Zagrebu.
Prema popisu stanovništva 1991. godine mjesto Dodoši je imalo 205 stanovnika.
Prema popisu stanovništva Državnog zavoda za statistiku Republike Hrvatske 2001. godine mjesto Dodoši je imalo 98 stanovnika, od toga 51 muškarac i 47 žena.
Dok prema popisu stanovništva Državnog zavoda za statistiku Republike Hrvatske 2011. godine mjesto Dodoši ima 70 stanovnika i 26 domaćinstava.
| broj stanovnika |       |       |       | 86    | 343   | 512   | 534   | 574   | 284   | 248   | 252   | 237   | 230   | 205   | 98    | 76    | 46    |
|                 | 1857. | 1869. | 1880. | 1890. | 1900. | 1910. | 1921. | 1931. | 1948. | 1953. | 1961. | 1971. | 1981. | 1991. | 2001. | 2011. | 2021. |

## Vanjske poveznice
- Službene stranice grada Petrinje
- Turistička zajednica grada Petrinje  Arhivirana inačica izvorne stranice od 20. svibnja 2008. (Wayback Machine)
- Austrougarska karta iz 1773. godine